# How Does It Feel to Be Forgotten
«How Does It Feel to Be Forgotten» (Cómo se siente ser olvidado) es una canción de la cantante estadounidense Selena Gomez y Benny Blanco. Fue lanzada el 21 de marzo de 2025 a través de Interscope Records.

## Historia
En Estados Unidos es la novena canción el álbum "I Said I Love You First" que debutó en el número dos de la lista Billboard 200, con unas ventas en la primera semana de 120 000 álbumes, lo que convierte a Blanco y Gomez en las ventas más altas en la primera semana. En la misma semana, cuatro canciones del álbum ingresaron al Billboard Hot 100: "Call Me When You Break Up", "Ojos Tristes" , "How Does It Feel to Be Forgotten" y "Sunset Blvd".
El 21 de marzo se publicó una entrevista en "The Tonight Show Starring Jimmy Fallon" para promocionar el álbum.
En el final de la canción se puede escuchar la voz de Selena Gomez en español diciendo:

"Ahora todo está dicho y hecho. Todo está olvidado".
 «How Does It Feel to Be Forgotten», marzo de 2025.

## Video musical
El video musical de la canción se puede ver a Selena Gomez y Benny Blanco, con efectos y primeros planos.

## Ficha
- Selena Gomez, voz
- Dylan Day, guitara
- Justin Tranter, background vocals
- Pino Palladino, bajo
- Henry Kwapis, batería
- Mikky Ekko, coros
- Phillip A. Peterson, violín; arreglos de cuerda
- William Fly, guitarra.